# Mark Burry
Mark Burry, né le 24 février 1957 à Christchurch, est un architecte néo-zélandais actuellement chercheur et professeur à l'université Victoria de Wellington, et directeur du laboratoire d'architecture informative spatiale à l'université RMIT de Melbourne en Australie. Il est également architecte en chef et chercheur du Temple de la Sagrada Familia à Barcelone (Catalogne, Espagne).

## Biographie
Mark Burry est diplômé de l'université de Cambridge. Il fut professeur à l'université de Liverpool, au Massachusetts Institute of Technology et à l'université polytechnique de Catalogne. Il a collaboré avec  Gehry Partners LLP, dECOi Paris, Foster and Partners et Arup; il fit également en 2005 du groupe de travail sur le rôle de la créativité et de l'innovation dans l'économie auprès du Premier ministre.